# Gerd Edler von Löw
Gerd Edler von Löw (* 17. August 1939 in Kassel; † 1. Februar 2025 in Bad Driburg) war ein deutscher Brigadegeneral des Heeres der Bundeswehr.

## Leben
Löw wuchs in Höxter auf. Er trat nach dem Abitur am König-Wilhelm-Gymnasium Höxter 1959 beim Panzergrenadierbataillon 12 in Höxter in die Bundeswehr ein. Von 1962 bis 1970 wurde er zum Offizier an der Heeresoffizierschule III in München und der Panzertruppenschule in Munster ausgebildet und hatte Verwendungen als Zugführer, im Stab (Offizier für Militärisches Nachrichtenwesen) und als Kompaniechef (3. Kompanie) in der Panzeraufklärungstruppe (Panzeraufklärungsbataillon 7 in Augustdorf).
Von 1970 bis 1972 absolvierte Löw den 13. Generalstabslehrgang Heer an der Führungsakademie der Bundeswehr in Hamburg, wo er zum Offizier im Generalstabsdienst ausgebildet wurde. Danach war er von 1972 bis 1975 Generalstabsoffizier für Logistik (G4) der 6. Panzergrenadierdivision in Neumünster und von 1975 bis 1979 Referent im Führungsstab des Heeres (Fü H) III 3 im Bundesministerium der Verteidigung (BMVg) auf der Hardthöhe in Bonn. Vom April 1978 bis März 1980 war er Bataillonskommandeur des Panzeraufklärungsbataillons 10 in Ingolstadt und von 1980 bis 1983 Referent im Büro des Staatssekretärs im BMVg. Anschließend war er von 1983 bis 1985 Chef des Stabes der 1. Gebirgsdivision. Von 1985 bis 1986 nahm er ein einem Lehrgang am United States Army War College in Carlisle in den USA teil und war von 1986 bis 1990 Referatsleiter Fü H IV 3.
Im Oktober 1990 wurde Löw letzter Brigadekommandeur der Panzergrenadierbrigade 11 und war ab April 1993 im Stab der 4. Panzergrenadierdivision/Kommando Luftbewegliche Kräfte. Ab Juli 1994 war er Kommandeur Divisionstruppen und stellvertretender Divisionskommandeur der 13. Panzergrenadierdivision in Leipzig. Mit Ablauf des September 1999 erfolgte die Versetzung in den Ruhestand.
Löw war verheiratet, evangelisch und hatte einen Sohn sowie zwei Töchter. Er war Mitglied der Rotarier. Er wurde im Bestattungswald in Neuenheerse beigesetzt.